# São João das Duas Pontes (kommun)
São João das Duas Pontes är en kommun i Brasilien.   Den ligger i delstaten São Paulo, i den södra delen av landet, 600 km sydväst om huvudstaden Brasília. Antalet invånare är 2 566.
Följande samhällen finns i São João das Duas Pontes:
- São João das Duas Pontes

Omgivningarna runt São João das Duas Pontes är en mosaik av jordbruksmark och naturlig växtlighet. Runt São João das Duas Pontes är det ganska tätbefolkat, med 90 invånare per kvadratkilometer.